# LCARS

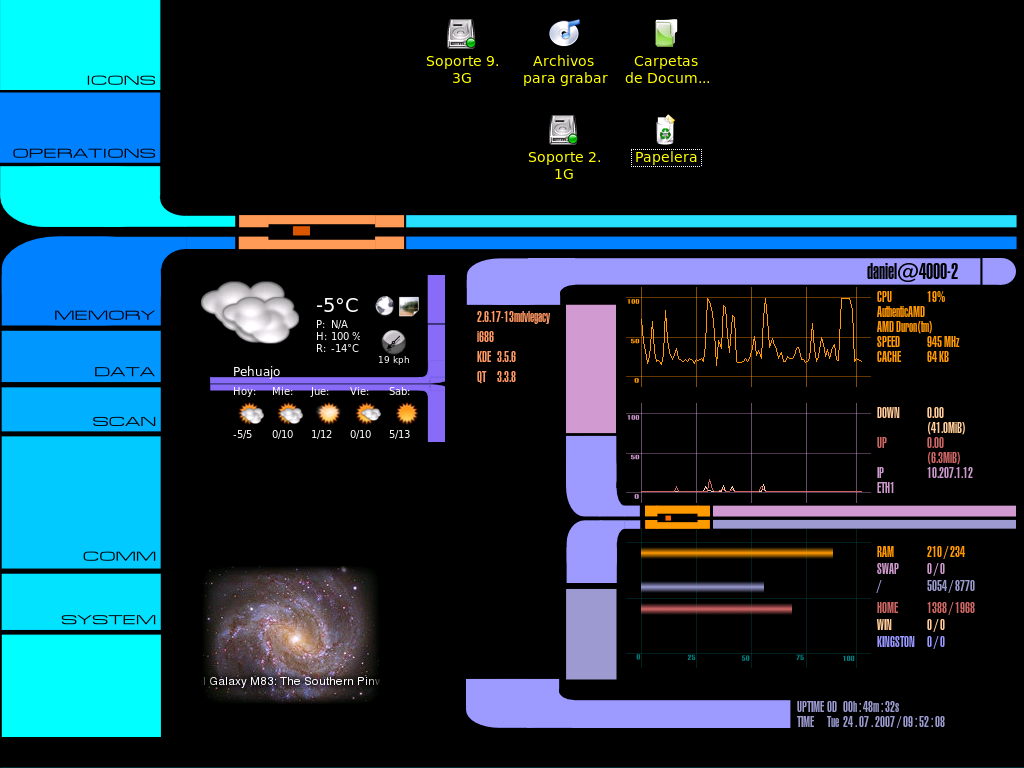
Экраны LCARS, как показано в сериале «Звёздный путь: Следующее поколение»

LCARS (/ˈɛlkɑrz/; является аббревиатурой от Library Computer Access/Retrieval System) — это компьютерная «операционная система из научно-фантастической медиафраншизы Звёздный путь», термин был впервые использован в сериале «Звёздный путь: Следующее поколение».

## Технология работы
Графический интерфейс пользователя LCARS был разработан сценографом и техническим консультантом сериала Майклом Окудой. На оригинальную концепцию дизайна повлиял запрос Джина Родденберри о том, что приборные панели не обладают большой активностью. Этот минимализированный внешний вид был разработан, чтобы дать ощущение, что технология была гораздо более продвинутой, чем в сериале «Звёздный путь: Оригинальный сериал» 1960-х годов. Ранние панели дисплея были сделаны из цветного «плексигласа со светом позади них, техника, которая может производить сложные дисплеи дешево. По мере продвижения франшизы, использование анимации увеличилось. Большинство из них были показаны на видеоаппаратуре, встроенной в приборы.
В сериале 1990-х годов Звёздный путь: Следующее поколение» многие кнопки были помечены инициалами членов производственной команды и назывались «Окудаграммами» (Okudagrams).
Когда Майкла Окуду спросили о дизайне дисплея LCARS, он ответил: «Я придумал стиль LCARS отчасти из-за директивы Джина Родденберри, о желании, чтобы его новый звездолёт «Энтерпрайз» было настолько продвинутым, выглядело просто и аккуратно. Другая часть стиля LCARS заключалась в том, что это можно быстро и легко изготовить на небольшие телевизионные деньги.»

## Современные аналоги
Современные планшеты размером около 7 дюймов (18 см), такие как Nexus 7, Amazon Kindle Fire, Blackberry Playbook, а также iPad mini сравнивались с PADD (портативный вспомогательный дисплей данных). Доступны несколько приложений, которые предлагают интерфейс в стиле LCARS.

## Авторские права
CBS Studios Inc. утверждает, что владеет авторскими правами на LCARS. В Google было отправлено DMCA письмо, с требованием удалить Приложение Android под названием tricorder, поскольку использование интерфейса LCARS в устройстве было без лицензии. Позже приложение было повторно загружено под другим названием, но снова удалено.